# Esymus hyalinus
Esymus hyalinus är en skalbaggsart som beskrevs av Rudolph Petrovitz 1961. Esymus hyalinus ingår i släktet Esymus och familjen Aphodiidae. Inga underarter finns listade i Catalogue of Life.